# Фюршозен
Фюршозен (фр. Furchhausen) — коммуна на северо-востоке Франции в регионе Гранд-Эст (бывший Эльзас — Шампань — Арденны — Лотарингия), департамент Нижний Рейн, округ Саверн, кантон Саверн.
Площадь коммуны — 2,86 км², население — 373 человека (2006) с тенденцией к росту: 423 человека (2013), плотность населения — 147,9 чел/км².

## Население
Население коммуны в 2011 году составляло 406 человек, в 2012 году — 417 человек, а в 2013-м — 423 человека.
| 1962 | 1968 | 1975 | 1982 | 1990 | 1999 | 2006 | 2008 | 2011 | 2012 | 2013 |
| ---- | ---- | ---- | ---- | ---- | ---- | ---- | ---- | ---- | ---- | ---- |
| 247  | 245  | 253  | 355  | 350  | 341  | 373  | 382  | 406  | 417  | 423  |

Динамика населения:

## Экономика
В 2010 году из 253 человек трудоспособного возраста (от 15 до 64 лет) 194 были экономически активными, 59 — неактивными (показатель активности 76,7 %, в 1999 году — 72,7 %). Из 194 активных трудоспособных жителей работали 186 человек (102 мужчины и 84 женщины), 8 числились безработными (трое мужчин и 5 женщин). Среди 59 трудоспособных неактивных граждан 16 были учениками либо студентами, 26 — пенсионерами, а ещё 17 — были неактивны в силу других причин.